# Wiener Blut
Wiener Blut is het vijfde album van de Oostenrijkse muzikant Falco uit 1988.

## Geschiedenis
Het is opgedragen aan Falco's "dochter" Bianca. Net als de twee voorgaande albums, Falco 3 en Emotional, werd ook Wiener Blut opgenomen en geproduceerd door Nederlands producentenduo Bolland & Bolland. Het album was vele malen minder succesvol dan Emotional, maar in Oostenrijk, Duitsland en Zwitserland kwam het boven in de Top 3 en Top 20.

## Nummers
1. "Wiener Blut" [Weens Bloed] - 3:31
2. "Falco rides again" - 4:45
3. "Untouchable" - 3:18
4. "Tricks" - 3:55
5. "Garbo" - 3:52
6. "Satellite to satellite" - 5:16
7. "Read a book" - 3:57
8. "Walls of silence" - 4:41
9. "Solid booze" - 4:33
10. "Sand am Himalaya" - 4:01
11. "Do it again" - 5:15